# Стейт Фарм Стедіум
Стадіон університету Фінікса (англ. University of Phoenix Stadium) — багатофункціональний футбольний стадіон, розташований у місті Глендейл, штат Аризона — на заході від міста Фінікс у США. Спортивний комплекс приймає домашні матчі команди «Аризона Кардиналз», яка виступає в Національній футбольній лізі.